# Chazay-d'Azergues
Chazay-d'Azergues is een gemeente in het Franse departement Rhône (regio Auvergne-Rhône-Alpes). De plaats maakt deel uit van het arrondissement Villefranche-sur-Saône. Chazay-d'Azergues telde op 1 januari 2022 4.270 inwoners.

## Geografie
De oppervlakte van Chazay-d'Azergues bedroeg op 1 januari 2022 5,94 vierkante kilometer; de bevolkingsdichtheid was toen 718,9 inwoners per km².

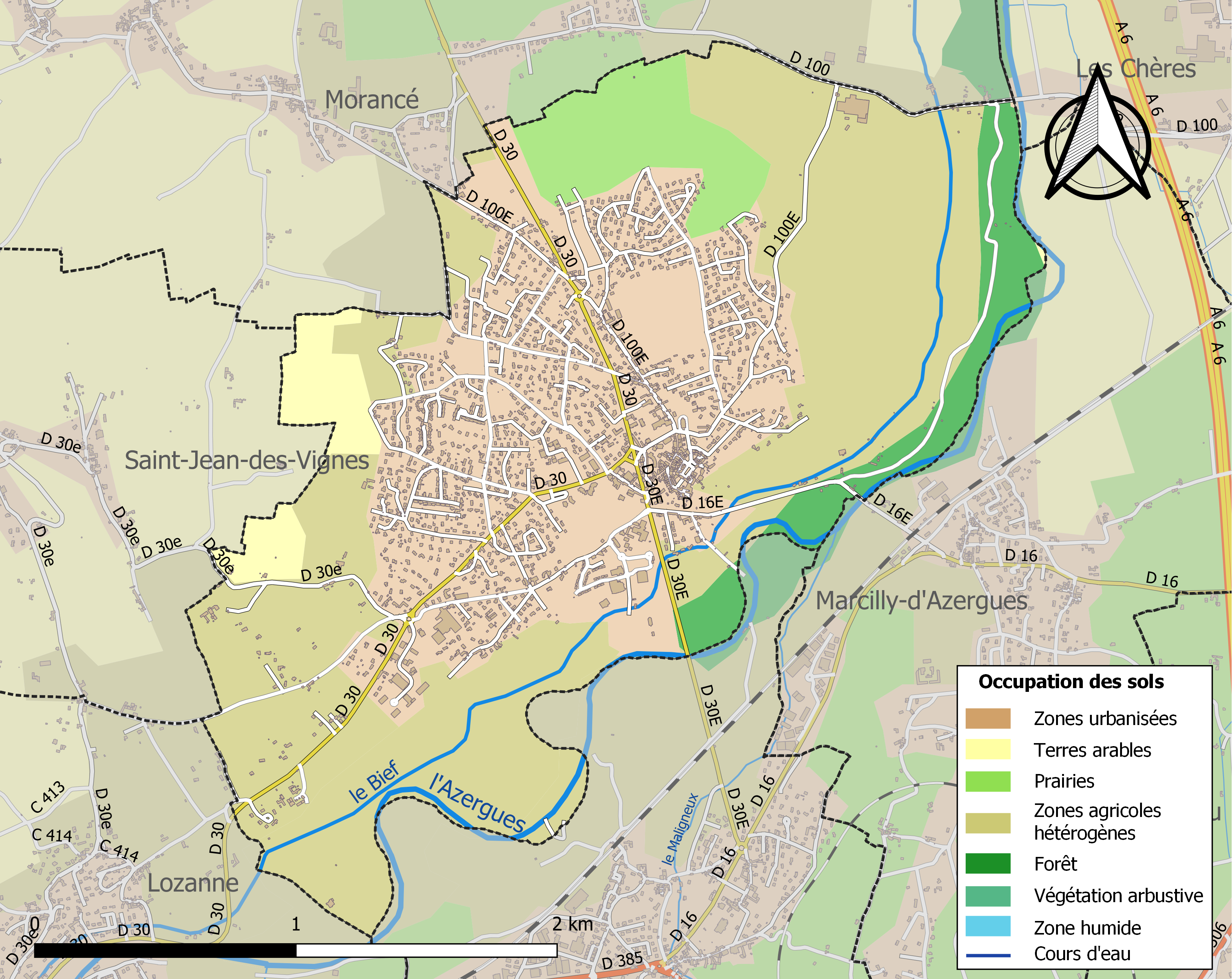
Kaart van de gemeente met de belangrijkste infrastructuur, bodemgebruik en omliggende gemeenten

## Demografie
Onderstaande figuur toont het verloop van het inwonertal (bron: INSEE-tellingen).